# Eva Lunde
Eva Lunde, född den 23 april 1922 i Kristiania, död den 1 januari 1996, var en norsk skådespelerska.
Hon uppträdde några säsonger på Centralteatret och Chat Noir i Oslo, var anställd på Trøndelag Teater 1948–1952 och från 1954 samt på Folketeatret 1952–1954. Hon hade en bred repertoar och spelade bland annat Pernille i Mascarade och flera andra Holberg-roller, Celia i Som ni behagar, Maja Paalsbo i Nils Kjærs Det lykkelige valg, Stella i Tennessee Williams Linje Lusta och titelrollerna i Aristofanes Lysistrate och Irving Berlins Annie Get Your Gun.
På 1940-talet var hon en av de mest populära norska filmskådespelarna, och spelade som regel i romantiska komedier som Tante Pose (1940), Den forsvundne pølsemaker (1941) och Herre med mustasch (1942).

## Filmografi
- 1939 – De värnlösa
- 1940 – Tante Pose
- 1941 – Den forsvundne pølsemaker
- 1942 – Herre med mustasch
- 1942 – Det æ'kke te å tru
- 1942 – Den farlige leken
- 1943 – Den nye lægen
- 1954 – I moralens navn